# The 20/20 Experience – 2 of 2
The 20/20 Experience – 2 of 2 ist das vierte Studioalbum des US-amerikanischen Sängers Justin Timberlake. Es wurde am 27. September 2013 bei RCA Records als letzter Teil eines zweiteiligen Projektes veröffentlicht. Am 15. März 2013 war das Vorgängeralbum The 20/20 Experience erschienen.

## Entstehung
Nach dem kommerziell erfolgreichen Album FutureSex/LoveSounds dauerte es sieben Jahre, bis Timberlake mit The 20/20 Experience den Nachfolger vorlegte. Zwischenzeitlich hatte er sich als Schauspieler betätigt und zu einigen Songs anderer Interpreten wie Madonna, Rihanna oder T.I. Features beigesteuert.
2010 begann Timberlake mit seinem Manager Johnny Wright über ein neues Album zu sprechen. Zunächst wollte Timberlake nicht zur Musik zurückkehren und sich weiter auf seine Filmkarriere konzentrieren, doch im Juni 2012 hatte er mit Timbaland so viele neue Songs ausgearbeitet, dass man sich für zwei Alben entschied. Die Aufnahmen fanden innerhalb von nur vier Wochen in den Larrabee Studios (Hollywood) statt, Timberlake stand wegen des geplanten Drehs von Szenen zu Runner, Runner unter Zeitdruck. Für einige Songs wie Take Back the Night oder Amnesia arbeitete Timberlake mit dem Benjamin Wright Orchestra zusammen, das einige Streich- und Blaspassagen für das Album einspielte. Bereits im Juli 2012 war dann das erste Album fertiggestellt, das schließlich im März 2013 erschien.
Der Manager Wright sagte zur Zusammenarbeit von Timberlake mit Timbaland: "when those two come together there’s a lot of magic that happens." ("Wenn diese beiden zusammenarbeiten, geschehen magische Dinge.")
Der Rapper Jay-Z hat in Murder einen Gastpart – er war auch schon auf dem ersten Album in Suit and Tie als einziger Gastsänger auf dem ganzen Album vertreten. Zudem wirkte dieses Mal mit Drake ein weiterer Gastmusiker auf dem Album mit.

## Promotion und Veröffentlichung
Im März verkündete der Produzent Questlove, dass Timberlake plane, ein zweites 20/20-Experience-Album zu veröffentlichen. Auch J-Roc Harmon, der Koproduzent des Albums, äußerte sich in diese Richtung. Am 5. Mai kündigte Timberlake gleichzeitig mit der Bekanntgabe, dass er beginnend am 31. Oktober auf The 20/20 Experience World Tour gehen werde, das Erscheinen eines Nachfolge-Albums für Ende September an.
Ferner dienten seine zahlreichen Auftritte in Fernseh-Shows oder Live-Events, bei denen er Songs des ersten Albums vorstellte, als Promotion zu The 20/20 Experience – 2 of 2.
Am 12. Juli erschien der Song Take Back the Night als Vorabsingle. Eine Woche vor Veröffentlichung des Albums wurde TKO als zweite Single ausgekoppelt.

## Titelliste
1. Gimme What I Don′t Know (I Want) – 5:15 (Justin Timberlake, Timothy Mosley, Jerome „J-Roc“ Harmon, James Fauntleroy)
2. True Blood – 9:31 (Justin Timberlake, Timothy Mosley, Jerome „J-Roc“ Harmon)
3. Cabaret (feat. Drake) – 4:32 (Justin Timberlake, Timothy Mosley, Aubrey Graham, Jerome „J-Roc“ Harmon, James Fauntleroy, Daniel Jones)
4. TKO – 7:04 (Justin Timberlake, Timothy Mosley, Jerome „J-Roc“ Harmon, James Fauntleroy, Barry White)
5. Take Back the Night – 5:53 (Justin Timberlake, Timothy Mosley, Jerome „J-Roc“ Harmon, James Fauntleroy)
6. Murder (feat. Jay-Z) – 5:07 (Justin Timberlake, Timothy Mosley, Shawn Carter, Jerome „J-Roc“ Harmon, James Fauntleroy)
7. Drink You Away – 5:31 (Justin Timberlake, Timothy Mosley, Jerome „J-Roc“ Harmon, James Fauntleroy)
8. You Got It On – 5:55 (Justin Timberlake, Timothy Mosley, Jerome „J-Roc“ Harmon, James Fauntleroy)
9. Amnesia – 7:04 (Justin Timberlake, Timothy Mosley, Jerome „J-Roc“ Harmon, James Fauntleroy, Daniel Jones)
10. Only When I Walk Away – 7:05 (Justin Timberlake, Timothy Mosley, Jerome „J-Roc“ Harmon, James Fauntleroy, Amedeo Minghi)
11. Not a Bad Thing und Pair of Wings (Hidden Track) – 11:28 (Justin Timberlake, Timothy Mosley, Jerome „J-Roc“ Harmon, James Fauntleroy)

Deluxe-Edition
1. Blindness – 4:48 (Justin Timberlake, James Fauntleroy, Robin Tadross)
2. Electric Lady – 4:20 (Justin Timberlake, Timothy Mosley, Jerome „J-Roc“ Harmon, James Fauntleroy)

## Kritische Rezeption
Das zweite Album der 20/20 Experience wurde gemischter aufgenommen als das erste, welches von den Medien überwiegend gelobt wurde. Als Teil der The 20/20 Experience: The Complete Experience wurde es dennoch für die Grammy Awards 2014 in der Kategorie "bestes Pop-Gesangsalbum" nominiert.
Sven Kabelitz vom E-Zine Laut vergleicht das Album mit einer "kalten Pizzahälfte" und vergibt mit nur 2 von 5 Punkten einen weniger als für den Vorgänger.

„Eine einfache Resteverwertung der gleichen alten Aufnahmesessions […] Mit den bekannten Zutaten legt "2 of 2" dann auch erst einmal gewaltig los. Die auf "1 of 2" allgegenwärtige Eleganz weicht einer brutalen Hartherzigkeit. In den ersten Tracks poltern die Beats gewaltig. Doch schnell setzen erste Ermüdungserscheinungen ein. […] Noch einmal zelebriert Timberlake Gigantismus und Größenwahn. Wo er auf dem Vorgänger lange Tracks mit unerwarteten Wendungen und interessanten Einfällen auffrischte, verläuft er sich nun irgendwo im Nirgendwo. Es zählen nur noch Länge und Sound. Nicht selten gehen dabei die eigentlichen Songs verloren. […] Mit entschieden mehr Fokus hätten wir anstelle von zwei befriedigenden bis enttäuschenden Alben einen einzigen exquisiten R'n'B-Longplayer vor uns liegen.“

Für Vincent Grundke von der Streamingplattform Ampya hingegen baut Timberlake sich mit dem Album ein Denkmal und vollendet das Epos, den er mit The 20/20 Experience begonnen hatte.

„Wesen ist eben immer dieser dschungelhafte Beat, der so vielfältige Formen und Individualitäten herbergt, das am inneren Auge bildhaft die wildesten Schmetterlinge und Äffchen am staunenden Kopf vorbei schwirren. Hier und da raschelt es, dort erklingen Tonfarben. Verliebter Pärchentanz aus Soundsymbiosen sozusagen. Lebhafte Disco-Dancemoves der guten alten Schule eingeschlossen – Justin Timberlake bedient alle Wünsche. Wie das geht, erklärt "Take Back The Night". Denn hier ist wieder überdeutlich der Geist vom King of Pop Michael Jackson zu spüren, der dem Schichtsalat Sound dann doch wieder einmal mehr seine Beflügelung verleiht.“

## Kommerzieller Erfolg
In den USA wurde The 20/20 Experience – 2 of 2 nach FutureSex/LoveSounds und The 20/20 Experience Timberlakes drittes Nummer-eins-Album. In Großbritannien hingegen verpasste es die Chartspitze und konnte sich nur auf Rang 2 platzieren. Auch in den deutschsprachigen Ländern stieg es nicht auf den Chartthron. The 20/20 Experience hatte es in Deutschland und der Schweiz auf Platz 1 geschafft.
In den USA wurde es bisher – The 20/20 Experience: The Complete Experience mit eingerechnet – 681.000 Mal verkauft (Stand Dezember 2013).